# Болдуин, Джудит
Джу́дит Ли Бо́лдуин (англ. Judith Lee Baldwin; 26 марта 1946, Вашингтон, США) — американская актриса

.

## Биография
Джудит Ли Болдуин родилась 26 марта 1946 года в Вашингтоне (США). Она стала коронованной Мисс Нью-Мексико, США в 1965 году и стала второй в конкурсе Мисс США в том же году, уступив первое место Сью Энн Дауни. Её первая актёрская работа в Голливуде была в 1969 году в «Я мечта о Динни» в эпизоде «Джинни и холостяцкая вечеринка», где она сыграла секретаршу майора Нельсона — Долорес.
Заменила Тину Луиз в роли Джинджер Грант в фильмах «Спасение с острова Гиллиган» (1978) и «Прогулки на острове Гиллиган» (1979). Будучи пожизненным членом Актёрской студии, Болдуин сыграла в 46-ти фильмах и телесериалах, начиная с 1969 года, включая главную роль в драме «Every secret thing» в 2005 году.

## Избранная фильмография
| Год  |    | Русское название                          | Оригинальное название                    | Роль                     |
| ---- | -- | ----------------------------------------- | ---------------------------------------- | ------------------------ |
| 1975 | ф  | Степфордские жёны                         | The Stepford Wives                       | Патриша Корнелл          |
| 1979 | с  | Придурки из Хаззарда                      | The Dukes of Hazzard                     | Преступница              |
| 1982 | с  | Каскадёры                                 | The Fall Guy                             | Линн                     |
| 1982 | с  | Ти Джей Хукер                             | T. J. Hooker                             | Кэрол Хэйес              |
| 1982 | с  | Блюз Хилл-стрит                           | Hill Street Blues                        | Арлин                    |
| 1983 | с  | Эмералд-Пойнт                             | Emerald Point N.A.S.                     | Салли                    |
| 1983 | ф  | Сделка века                               | Deal of the Century                      | Хозяйка № 1              |
| 1984 | ф  | Только большое чувство                    | No Small Affair                          | Стефани                  |
| 1987 | тф | Дети Степфорда                            | The Stepford Children                    | Кимберли Саммер          |
| 1987 | ф  | Сделано в США                             | Made in U.S.A.                           | Дори                     |
| 1987 | с  | Дерзкие и красивые                        | The Bold and the Beautiful               | Бет Логан                |
| 1987 | с  | Мэтлок                                    | Matlock                                  | Мириам Трейси            |
| 1988 | с  | Кошмары Фредди                            | Freddy's Nightmares                      | Джейн                    |
| 1988 | ф  | На пляже                                  | Beaches                                  | Кричащая женщина         |
| 1990 | ф  | Красотка                                  | Pretty Woman                             | Сьюзан                   |
| 1991 | с  | Пустое гнездо                             | Empty Nest                               | Мишель                   |
| 1993 | с  | Байки из склепа                           | Tales from the Crypt                     | Уитерс                   |
| 1994 | ф  | Райское наслаждение                       | Exit to Eden                             | Присцилла                |
| 2001 | ф  | Джеймс Дин                                | James Dean                               | имя персонажа неизвестно |
| 2003 | с  | Клиент всегда мёртв                       | Six Feet Under                           | Пола Мортимер            |
| 2004 | ф  | Дневники принцессы 2: Как стать королевой | The Princess Diaries 2: Royal Engagement | гостья на свадьбе        |
| 2005 | ф  |                                           | Every secret thing                       | Эмили                    |
| 2012 | с  | Вегас                                     | Vegas                                    | Доррис Мид               |